# Drezzo
Drezzo is een plaats in de gemeente Colverde in de Italiaanse provincie Como (regio Lombardije) en telt 1088 inwoners (31-12-2004). Tot februari 2014 was Drezzo een zelfstandige gemeente met een oppervlakte van 1,9 km².

## Demografie
Drezzo telt ongeveer 445 huishoudens. Het aantal inwoners steeg in de periode 1991-2001 met 4,3% volgens cijfers uit de tienjaarlijkse volkstellingen van ISTAT.
| Jaar | Inwoneraantal |
| ---- | ------------- |
| 1991 | 962           |
| 2001 | 1003          |